# Ran Bosilek
Ran Bosilek, nascido Gencho Stanchev Negentsov (26 de outubro de 1886 - 8 de outubro de 1958), foi um famoso escritor búlgaro, autor de livros infantis. Três anos antes de sua morte, em 1955, ele traduziu para o búlgaro o livro infantil "Karlsson på taket", de Astrid Lindgren.